# Раджарам III
Бригадный генерал Раджарам III (маратхи राजाराम तृतीय; 31 июля 1897 — 26 ноября 1940) — второй махараджа Колхапура из династии Бхонсле (6 мая 1922 — 26 ноября 1940).

## Биография
Родился 31 июля 1897 года во дворце Лакшми Вилас в Колхапуре. Старший сын Шаху IV (1874—1922), раджи и махараджи Колхапура (1884—1922), и махарани Лакшмибай Сахиб Махарадж Бхонсле (1880—1945).
6 мая 1922 года после смерти своего отца Раджарам III унаследовал титул махараджи Колхапура. 31 мая того же 1922 года произошла его коронация.
Благожелательный правитель, он сыграл важную роль в возвышении далитов и подавленных каст в своем государстве. Он также учредил Высокий суд Колхапура, современные жилые комплексы, обновленную систему водоснабжения, бесплатное начальное образование и высшее женское образование . Поскольку после его смерти у него осталась только дочь "Принцесса Падмарадже Рагхуджирадже Кадамбанде из форта Торхед, округ Нандурбар, ему наследовал дальний родственник, Шиваджи VII. После Шахаджи II народ штата Колхапур хотел, чтобы внук Шриманта Раджарама и сын принцессы Падмарадже Кадамбанде, Шримант Раджвардхан Рагхуджирадже Кадамбанде унаследовал трон Колхапура, будучи прямым потомком Раджарши Шаху и Раджарама. Миллионы людей агитировали за то же самое.

## Титулы
- 1897—1922: Шримант Ювараджа Раджарам III Чатрапати Махарадж Бхонсле
- 1922—1924: Его Высочество Кшатрия-Кулаватасана Синхасанадхишвар, Шримант Раджашри Раджарам III Чатрапати Махарадж Сахиб Бахадур, махараджа Колхапура
- 1924—1927: Его Высочество Кшатрия-Кулаватасана Синхасанадхишвар, Шримант Раджашри сэр Раджарам III Чатрапати Махарадж Сахиб Бахадур, махараджа Колхапура, GCIE
- 1927—1931: подполковник Его Высочество Кшатрия-Кулаватасана Синхасанадхишвар, Шримант Раджашри сэр Раджарам III Чатрапати Махарадж Сахиб Бахадур, махараджа Колхапура, GCIE
- 1931—1937: подполковник Его Высочество Кшатрия-Кулаватасана Синхасанадхишвар, Шримант Раджашри сэр Раджарам III Чатрапати Махарадж Сахиб Бахадур, махараджа Колхапура, GCSI, GCIE
- 1937—1940: полковник Его Высочество Кшатрия-Кулаватасана Синхасанадхишвар, Шримант Раджашри сэр Раджарам III Чатрапати Махарадж Сахиб Бахадур, махараджа Колхапура, GCSI, GCIE
- 1940: Бригадный генерал Его Высочество Кшатрия-Кулаватасана Синхасанадхишвар, Шримант Раджашри сэр Раджарам III Чатрапати Махарадж Сахиб Бахадур, махараджа Колхапура, GCSI, GCIE

## Личная жизнь
Был дважды женат. 1 апреля 1918 года в Бароде женился первым браком на Шримант Акханд Субхагьявати Махарани Тарабай Сахиб Махарадж Бхонсле, урожденной Шримант Ювараджкумари Индумати Деви Гаеквад (род. 24 июня 1904), старшая дочь подполковника Шриманта Ювараджа Фатехсинхрао Гаеквада, Ювараджа Сахиба из Бароды, от его жены Шримант Акханд Субхагьявати Юварани Падмавати Деви Гаеквад, дочери Шриманта Рамчандрарао Джагдеораро Найк Нимбалтана.
1 июня 1925 года женился вторым браком на Шримант Акханд Субхагьявати Махарани Виджаямалабаи Сахиб Махарадж Бхонсле, урожденной Шримант Раджасбай Мохите (1916 — 14 июля 1993), дочери Мехербана Шриманта Атмарамрао Мохите из Танджора от его жены Шримант Акханд Субхагьявати Ладубай Аммаи Радже Сахиб Мохите.
У него была одна единственная дочь:
- Шримант Махараджкумари Падмараджебай Махарадж Бхонсле (5 октября 1940 — 22 марта 1997), муж с 1959 года Мехербан Шримант Сардар Рагходжирао Кадамбанде из Торхеда. Двое сыновей.